# 제국친위대 엽기병연대
제국친위대 엽기병연대(프랑스어: Chasseurs à Cheval de la Garde Impériale)는 프랑스 제1공화국 통령정부와 프랑스 제1제국 제국친위대의 경기병 연대 중 하나였다. 제국친위대에서 기마척탄병연대 다음으로 오래된 고참친위대로 분류되었다.